# Streptoprocne rutila
El vencejo cuellirrojo, vencejo de cuello rojo,  vencejo de cuello castaño, vencejo collar castaña, vencejo cuellicastaño o vencejo cuello castaño (Streptoprocne rutila) es una especie de ave apodiforme de la familia de los vencejos (Apodidae). Es  nativo de los neotrópicos, incluyendo Belice, Bolivia, Colombia, Costa Rica, Ecuador, El Salvador, Guayana Francesa, Guatemala, Guyana, Honduras, México, Panamá, Perú, Trinidad y Tobago, Venezuela. 
Vive en bosque húmedo subtropical y tropical, matorrales y zonas rocosas. 

## Subespecies
Se distinguen las siguientes subespecies:
- Streptoprocne rutila brunnitorques (Lafresnaye, 1844)
- Streptoprocne rutila griseifrons (Nelson, 1900)
- Streptoprocne rutila rutila (Vieillot, 1817)